# Tonga hageni
Tonga hageni är en insektsart som beskrevs av Schmidt 1910. Tonga hageni ingår i släktet Tonga och familjen sköldstritar. Inga underarter finns listade i Catalogue of Life.